# San Carlos (Orellana)
San Carlos ist eine Ortschaft und eine Parroquia rural („ländliches Kirchspiel“) im Kanton La Joya de los Sachas der ecuadorianischen Provinz Orellana. Sitz der Verwaltung ist die Ortschaft San Carlos, 15 km nordöstlich der Provinzhauptstadt Puerto Francisco de Orellana. Die Parroquia besitzt eine Fläche von 134,9 km². Die Einwohnerzahl lag im Jahr 2010 bei 2846. Die Parroquia wurde am 9. August 1988 eingerichtet.

## Lage
Die Parroquia San Carlos liegt im Amazonastiefland am Nordufer des nach Osten strömenden Río Napo. Der Río Napo bildet auf einer Länge von 9 km die südliche Grenze. Die Längsausdehnung des Verwaltungsgebietes in Nord-Süd-Richtung beträgt 12,5 km. Der Hauptort San Carlos ist über eine 6 km lange Nebenstraße, die südlich vom Kantonshauptort La Joya de los Sachas von der Fernstraße E45A nach Süden abzweigt, erreichbar.
Gegenüber der Parroquia San Carlos auf der Südseite des Río Napo befindet sich die Parroquia Taracoa im Kanton Francisco de Orellana. Die Parroquia San Carlos grenzt im Südwesten an die Parroquia Puerto Francisco de Orellana, im Nordwesten an die Parroquia San Sebastián del Coca, im Norden und im Nordosten an die Parroquia La Joya de los Sachas sowie im Südosten an die Parroquia Unión Milagreña.

## Ökologie
Der Urwälder sind größtenteils verschwunden. Über das Areal erstrecken sich weite landwirtschaftliche Nutzflächen.